# Mozilla之書
Mozilla之書是Netscape和Mozilla系列網頁瀏覽器中著名的復活節彩蛋。使用者只需在網頁瀏覽器的網址列中键入about:mozilla就可以看到這本《Mozilla之书》。

## 關於Mozilla之書
《Mozilla之書》（The Book of Mozilla）並不是真有其書。不過，隱藏在Netscape和Mozilla中的引文卻寫得有啟示文學的風格，比如聖經中的啟示錄，令人以為真有Mozilla之書。當使用者在網址列中鍵入about:mozilla，根據瀏覽器的版本，就可以看到不同版本的Mozilla之書。雖然版本有所不同，相同的是所有Mozilla之書的內容都是隐秘的信息，背景顏色為褐紫紅色，文本顏色為白色。
在官方的釋出軟件上，可以找到六節Mozilla之書。而在網際網路上，更可找到更多非官方的章節。六節Mozilla之書都看起来類似聖經中的章節，而下面聖經般的引用則事實上是指Netscape和Mozilla在開發上的重要日期。
三節Mozilla之書都提及到一隻令人生畏的野獸。於Netscape開發的早年，曾用過一隻名為Mozilla的吉祥物（Mozilla亦是Netscape Navigator 1.0的開發代號）。牠是一隻青色的、會噴火的龍。由此可以推測Mozilla之書所提到的野獸就是一種會噴火的龍，可以看作是Netscape的象徵或者化身。
雖然Mozilla之書部分的吸引力來自於它的隱密，但結合Netscape和Mozilla歷史上的情況就可以賦予它們一些含義。而且，www.mozilla.org/book上的HTML原始碼更以HTML註釋的方式隱藏著一些註解。這些註釋是由瓦萊里奧·卡佩羅（Valerio Capello）於2004年5月編寫的，並由尼古拉斯·比柏（Nicholas Bebout）於同年10月放上Mozilla基金會的網站。不過，卡佩羅和比柏兩人都不是Mozilla的核心決策者，而且亦沒有證據顯示卡佩羅的解釋是經過Mozilla基金會高級管理層的認可。
在Netscape Navigator 1.1之前，about:mozilla会出现「Mozilla rules!」這句话。

## Mozilla之書，12:10
Mozilla之書首次出現於Netscape Navigator 1.1（1995年釋出），及後在1.x、2.x、3.x和4.x版本都可找到。當時的預言為：
And the beast shall come forth surrounded by a roiling cloud of vengeance. The house of the unbelievers shall be razed and they shall be scorched to the earth. Their tags shall blink until the end of days.
from The Book of Mozilla, 12:10
中譯本為：
伴随滚滚復仇之，野兽将一往无前。不信者的房子将被夷为平地，他们自己将被烧为焦土，他们的标签将会閃爍直到世界末日。
來自 Mozilla 之書，12:10

Mozilla之書於Netscape Navigator的早期版本首次亮相

12:10這章節指的是1994年12月10日，即Netscape Navigator 1.0釋出的日期。「野獸」指的是Netscape；「不信者」指的是不跟隨Netscape標準的使用者；「閃爍」則可以指Netscape Navigator 3或以下的原始碼檢視器，或由Netscape引進、有爭議性的HTML Blink元素。

## Mozilla之書，3:31
1998年5月10日，傑米·加文斯基把Mozilla之書改寫，以說明Netscape已經開放原始碼和開始了Mozilla計劃。同年10月，Netscape決定把Mozilla的程式碼全面改寫，而這個復活節蛋亦因此丟失。在2000年2月5日，當時為Netscape工作的本·古德傑把Mozilla之書由舊的程式碼中複製到新的程式碼。這個新的章節因此出現在Netscape 6至7.1。
這節聲明道：
And the beast shall be made legion. Its numbers shall be increased a thousand thousand fold. The din of a million keyboards like unto a great storm shall cover the earth, and the followers of Mammon shall tremble.
from The Book of Mozilla, 3:31

(Red Letter Edition)
中譯本為：
野獸將會無所不在。他的數目將會暴增到上千千倍之多。無數嘈雜的鍵盤將會像風暴一樣襲捲地球，瑪門的追隨者將受到撼動。
來自 Mozilla 之書，3:31

（紅字版）

Mozilla之書，3:31在Netscape 6

3:31這章節指的是1998年3月31日，即Netscape開放原始碼的日期。「野獸變得無所不在」是指Netscape想藉著開放原始碼，而吸引大量的開發者改善該軟件（使「無數的鍵盤發出嘈雜的聲音」）。「瑪門」在閃語族中有財富、貪慾的意思。該字可見於英語版的聖經，有時是貪心的惡魔的名字。因此，有人認為「瑪門」指的是微軟。微軟的Internet Explorer為當時Netscape的主要競爭者。而微軟除了在雄厚的資金支持外，更貪婪地以此增加它的市場佔有率。「紅字版」可以是指紅字版（Red letter edition）的聖經，或者3月31日是Mozilla計劃的「紅字日」（Red letter day）。

## Mozilla之書，7:15
本章節的Mozilla之書由尼爾·迪肯（Neil Deakin）所寫，自2003年9月開始發佈的Mozilla  1.5或以上、Mozilla Firefox、Camino、Mozilla Thunderbird、Epiphany 1.8.0或以上，以及Netscape 7.2或以上（除了部份Netscape Browser的原型）都包含此節：
And so at last the beast fell and the unbelievers rejoiced. But all was not lost, for from the ash rose a great bird. The bird gazed down upon the unbelievers and cast fire and thunder upon them. For the beast had been reborn with its strength renewed, and the followers of Mammon cowered in horror.
from The Book of Mozilla, 7:15
中譯本為：
最後野獸終於沒落，不信者歡欣鼓舞。不過一切並沒有失去，因為灰燼中冒出了一隻巨大的鳥禽。那隻鳥禽望向不信者，並將火與雷加諸於他們身上。野獸已經重生，力量更甚強大，瑪門的追隨者倉皇逃逸。
來自 Mozilla 之書，7:15

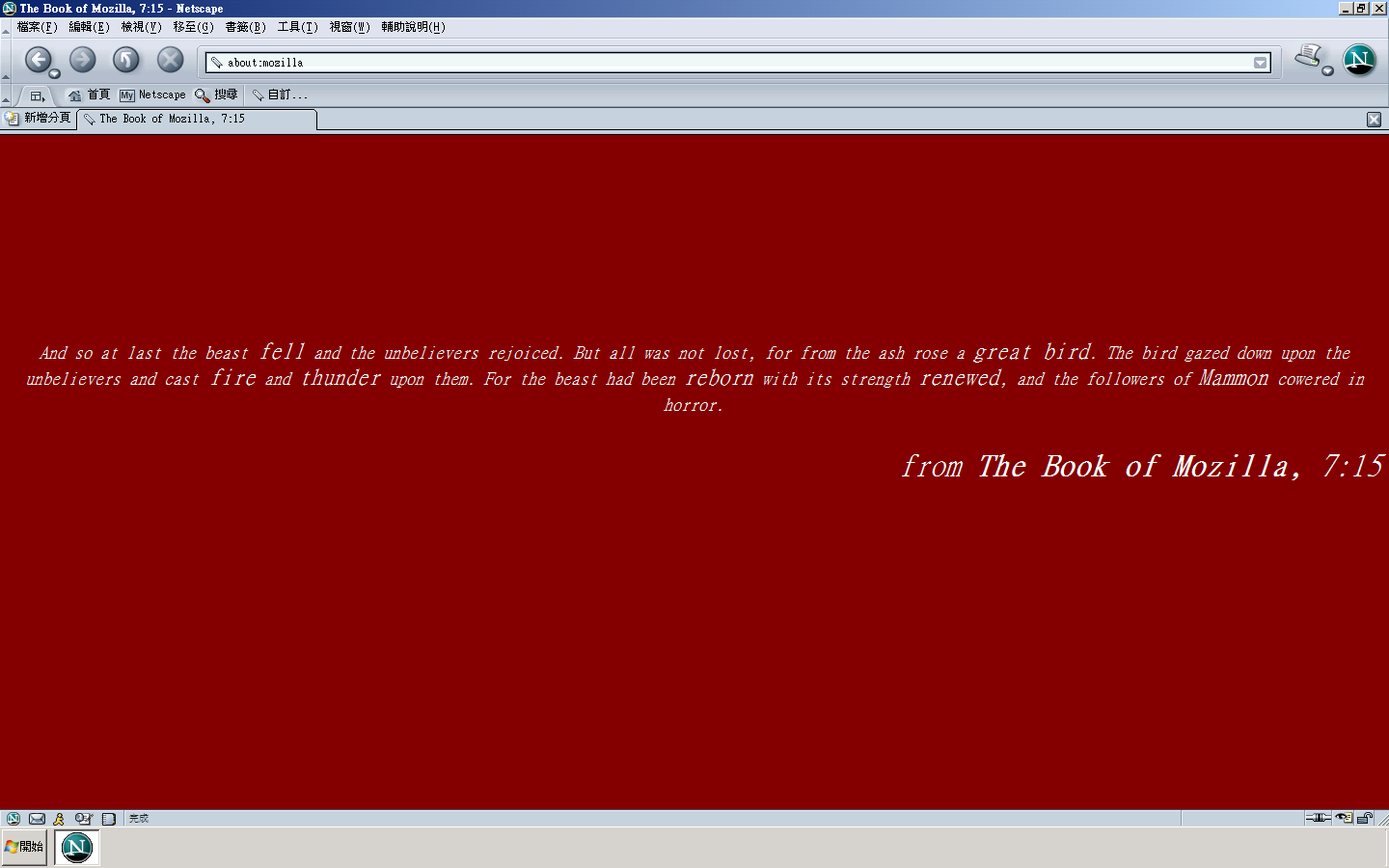
Mozilla之書，7:15在Netscape 7.2

7:15這章節指的是2003年7月15日，即AOL把它的Netscape瀏覽器部門關閉和成立Mozilla基金會的日期。「野獸的沒落」是指Netscape部門關閉。在「浴火重生的巨鳥」是指Phoenix（鳳凰），即現在的Mozilla Firefox。從巨鳥擲出的「火」和「雷」則分別指Mozilla Firefox和Mozilla Thunderbird——Mozilla計劃的旗艦產品。Mozilla基金會成立後，Netscape的理念在Mozilla基金會「重生」。基金會不再像從前一樣那麼依賴AOL，力量變得「更強」。而「瑪門」指的則依然是微軟。

## Mozilla之書，8:20
本章節出現在2007年6月5日上市的Netscape Navigator 9.0b1之中。

And thus the Creator looked upon the beast reborn and saw that it was good.
from The Book of Mozilla, 8:20
中譯版為：

然後造物者看著那野獸茁壯；他看那野獸是好的。
來自 Mozilla 之書，8:20

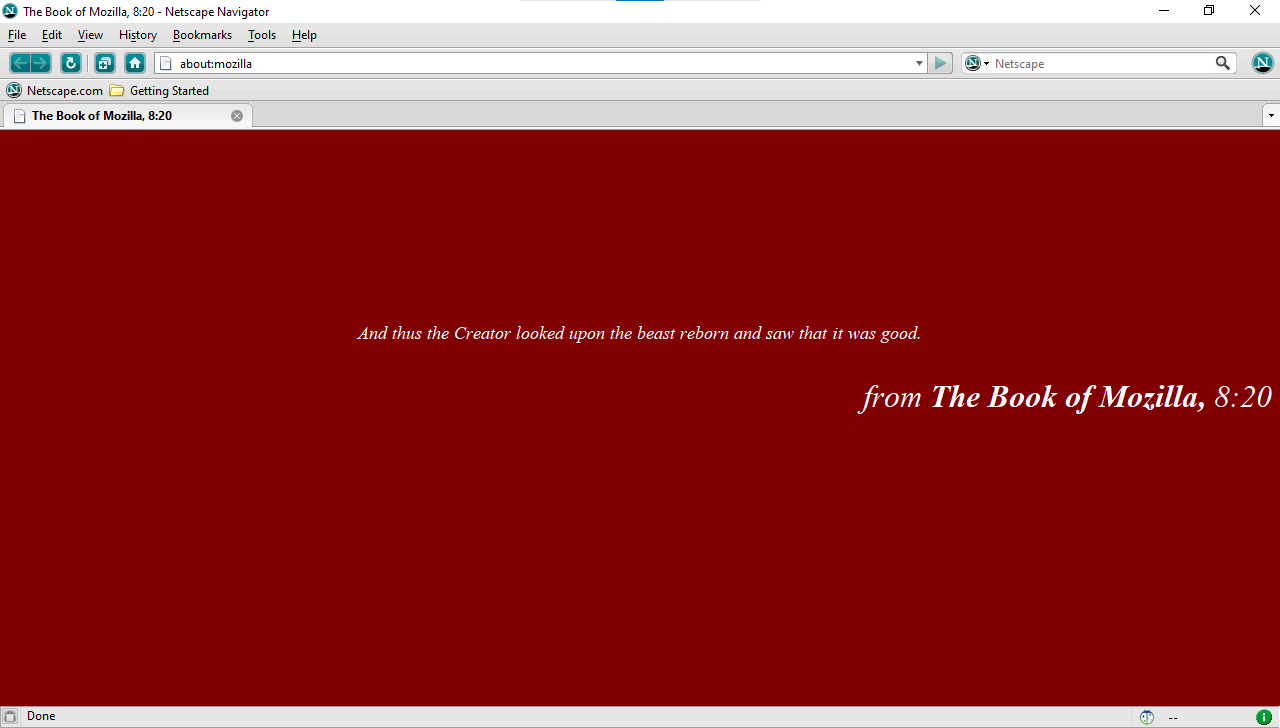
Mozilla之書，8:20在Netscape 9

8:20這章節指的是2006年8月20日，這是第一封提及研發下一版本的Netscape Navigator的可能性的內部郵件的發送日期。造物者指的是軟體開發者，野獸則是指Mozilla的產品，这可能戏仿自《圣经》的《创世纪》（英文版为新美国标准版圣经，中文版为和合本）。

## Mozilla 之書，11:9
出現在2008年6月18日推出的Firefox 3之中。

Mammon slept. And the beast reborn spread over the earth and its numbers grew legion. And they proclaimed the times and sacrificed crops unto the fire, with the cunning of foxes. And they built a new world in their own image as promised by the sacred words, and spoke of the beast with their children. Mammon awoke, and lo! it was naught but a follower.
from The Book of Mozilla, 11:9
(10th Edition)
中譯版為：

瑪門沉睡了。野獸重生遍布地面，而且無所不在。牠們稱頌時代並獻出作物直至靈巧的狐狸帶來火焰。它們並依照自己的形象創造新天地，正如神聖之言所應許，尚有野獸以及孩子的話語所預言的，瑪門甦醒，看！他只是個無價值的追隨者。
來自 Mozilla 之書，11:9
（第10版）

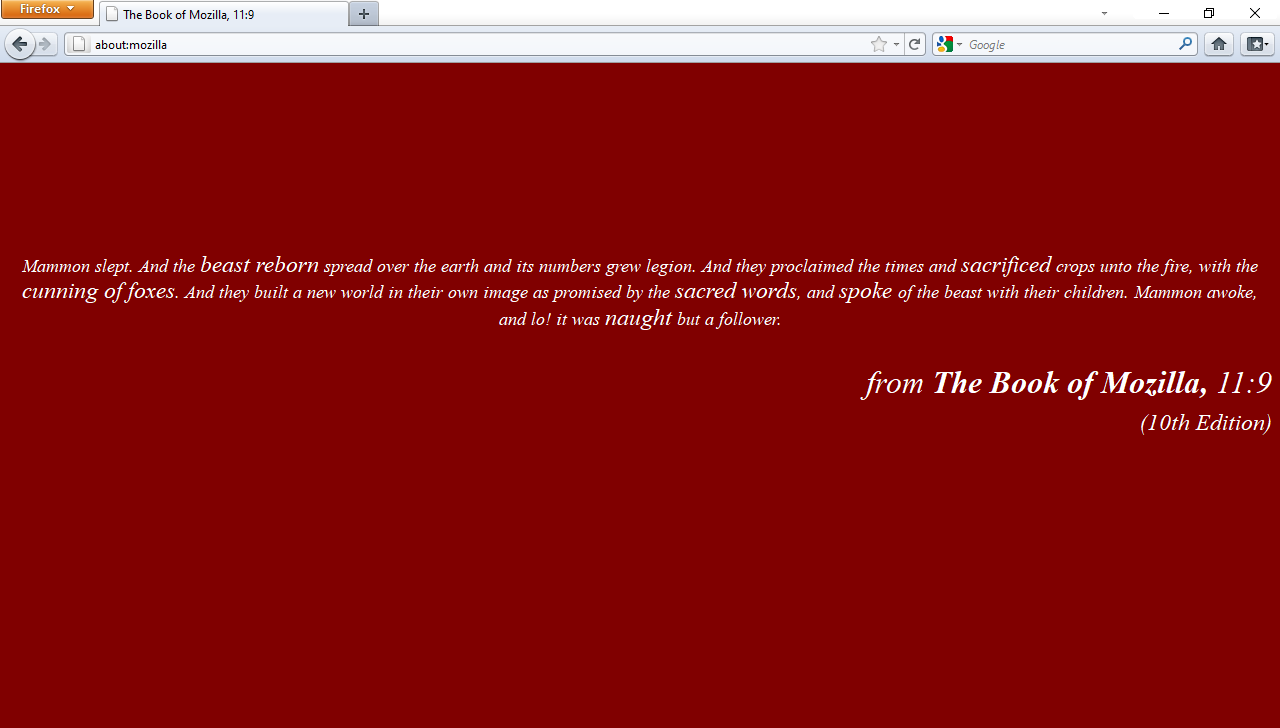
Mozilla之書，11:9在Firefox 4.0.1

11:9這章節指的是2004年11月9日，為最早的Firefox 1.0官方正式發佈的日子。“瑪門”（金錢）指的是Internet Explorer ，而“沉睡”指的是隔了5年才發佈了它的新版本（Internet Explorer 6至7之間）。“野獸重生”指的是Firefox，透過自發組織的網站Spread Firefox獲得大量的支持者，並且透過紐約時報廣告為瀏覽器做了大量的宣傳。“靈巧的狐狸”則直指Firefox。“新天地”指的是現代化、基於標準的動態網站和開放原始碼的應用軟體。其中「sacred words」是連到Mozilla宣言（页面存档备份，存于），而「spoke」是連到About Mozilla（页面存档备份，存于）。最後一段，“瑪門甦醒”指的是Internet Explorer 7的發行，“他只是個無價值的追隨者”則形容Internet Explorer是個跟屁蟲，從Firefox複製了Internet Explorer以前缺少的幾個功能。另外，“第10版”這句話，暗指Mozilla基金會在Firefox 3的開發週期中度過了十歲生日。

## Mozilla 之書，15:1
The twins of Mammon quarrelled. Their warring plunged the world into a new darkness, and the beast abhorred the darkness. So it began to move swiftly, and grew more powerful, and went forth and multiplied. And the beasts brought fire and light to the darkness.
from The Book of Mozilla, 15:1
中译版为：
玛门的双生子发生了争吵。他们的交战使世界进入了一个新的黑暗，而野兽憎恨黑暗。于是它迅速的采取行动，变得更加强大，并不断地前进和繁衍。野兽为黑暗带来了火焰与光明。
來自 Mozilla 之書，15:1

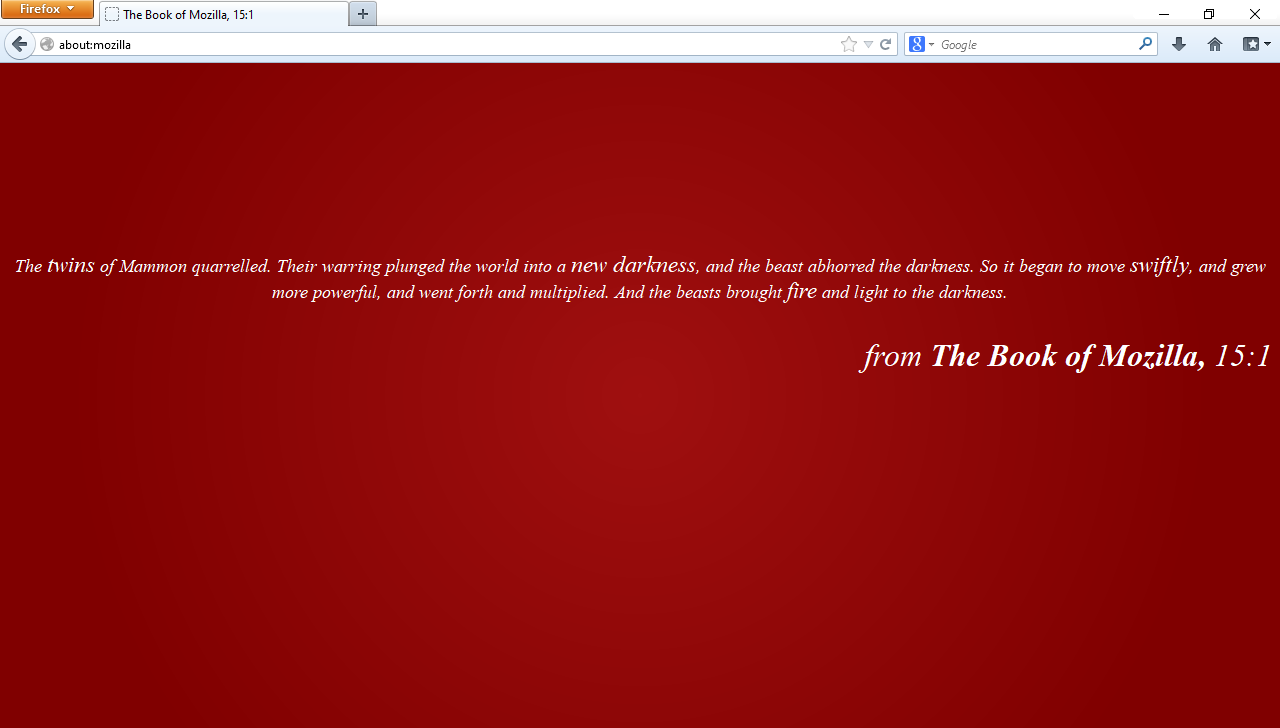
Mozilla之書，15:1在Firefox 21

此段出現在2013年1月23日的B2G主干代码库中，最後出现在Firefox 21（Nightly版本）。
玛门双子（twins of Mammon）指Apple和Google的移动操作系统iOS和Android已经垄断了市场。新的黑暗（new darkness）指传统應用程式商店的封闭性。野兽“迅速的”移动指Firefox新的快速发布周期。不斷地前進和繁衍（went forth and multiplied）指Firefox已经因Firefox for Android和Firefox OS变为了多重的事物。总体来说15:1这节指Firefox OS 1.0已进入了代码冻结阶段（2013年1月15日）。

## Mozilla 之書，11:14
The Beast adopted new raiment and studied the ways of Time and Space and Light and the Flow of energy through the Universe. From its studies, the Beast fashioned new structures from oxidised metal and proclaimed their glories. And the Beast’s followers rejoiced, finding renewed purpose in these teachings.
from The Book of Mozilla, 11:14
中译版为：
野兽披上新装，查究贯通宇宙的时、空、光与能量流动之道。在那之后，野兽从氧化金属长出新躯干，宣告了他们的辉煌。野兽的追随者欢欣鼓舞，自这些教训中重获新的方向。
來自 Mozilla 之書，11:14
此段添加于Firefox 57（也称Firefox Quantum）。

## Mozilla 之書，6:27
The Beast continued its studies with renewed Focus, building great Reference
works and contemplating new Realities. The Beast brought forth its followers and
acolytes to create a renewed smaller form of itself and, through Mischievous means,
sent it out across the world.
from The Book of Mozilla, 6:27
中译版为：
野獸潛心於新的方向，編撰之章，洞悉世界萬千。在追隨者與侍者的祈祝中，野獸幻化輕盈。一路嬉戲，走遍人間。
來自 Mozilla 之書，6:27
此段添加于Firefox Nightly 80。

## 其他瀏覽器

### Internet Explorer
在Internet Explorer的一些版本中，about:mozilla会出现一个空白的蓝色页面，有些人推测这象征蓝屏死机。about:mozilla的連結，在Windows XP的SP2中被移除；然而，res://mshtml.dll/about.moz的檔案依然存在。對於想要重新建立連結的人來說，可以在HKEY_LOCAL_MACHINE\SOFTWARE\Microsoft\Internet Explorer\AboutURLs中，新增一個字串，其名稱為"mozilla"，其值為res://mshtml.dll/about.moz。

## 外部連結
- Mozilla之書的中譯本（页面存档备份，存于）
- Mozilla之書，一個前Netscape員工的入門網站

### 有關about:mozilla的轉變
- Bug 213117 — new text for about:mozilla（页面存档备份，存于）（誘使3:31變成7:15的錯誤報告）
- 在舊程式碼中，about:mozilla file的CSV歷史
- 在更名為mozilla.xhtml以前，about:mozilla檔案的CSV歷史
- 在更名為mozilla.xhtml以後，about:mozilla檔案的CSV歷史
- about:mozilla檔案的CSV歷史

### Mozilla.org上的Mozilla之書
- The Book of Mozilla（页面存档备份，存于），在HTML原始檔中可看到註解
  - Bug 217203 — Book of Mozilla not on mozilla.org（页面存档备份，存于）（誘使www.mozilla.org/book/誕生的錯誤報告）

### 有關Mozilla之書的文章
- 宣佈新版Mozilla之書的MozillaZine文章（页面存档备份，存于）
- MozillaZine讀者最愛的Mozilla之書的投票
- 關於about:mozilla的一些澄清（页面存档备份，存于），由mozilla.org員工Gervase Markham所編寫

### Mozilla之書集
- Mozilla之書摘錄，包含官方和非官方的Mozilla之書